# Hogna swakopmundensis
Hogna swakopmundensis este o specie de păianjeni din genul Hogna, familia Lycosidae. A fost descrisă pentru prima dată de Strand, 1916.
Este endemică în Namibia. Conform Catalogue of Life specia Hogna swakopmundensis nu are subspecii cunoscute.